# Parappukkara
 Parappukkara  è un villaggio nel distretto di Thrissur nello stato di Kerala, India.

## Demografia
Nel 2001 Parappukkara aveva una popolazione di 26641 con 12961 maschi e 13680 femmine. La densità di popolazione è 1210 ab/km2
Nel 2020 la popolazione era di 10800 con 5179 maschi e 5621 femmine. La densità di popolazione è di 1432 ab/km2